# Подоляки
Подоляки́ — село в Україні, у Коропській селищній громаді Новгород-Сіверського району  Чернігівської області. До 2020 орган місцевого самоврядування — Сохачівська сільська рада.

## Символіка
На гербі зображений цукровий буряк, що вказує на те що село було засноване на землях міщанина Солодкого. Гичка буряка - ландшафтний заказник Урочище «Лутава». Рибина вказує на річку Десну і що село належить Коропській громаді. Дві золоті сохи символізує обробіток землі і сусіднє село Сохачі, з яким сильно пов'язане.

## Історія
З розповідей старожила цього хутора, Григорія Яковича Подоляка, 1875 року народження, відомо, що хутір виник за часів кріпаччини. Його засновником, а вірніше першим жителем, був дід Григорія Яковича Лука Подоляко. Він був кріпаком, мешкав у Радичеві. Землі, що лежать тепер побіля Подоляк належали коропському міщанинові Солодкому. Цей Солодкий якось домовився з паном, якому належав Лука, і ще невеликим хлопчиком забрав його до себе. Цей хлопчик у Солодкого працював, обробляв землю. Щоб був постійний нагляд за ділянкою та врожаєм, Солодкий побудував хатину, у якій Лука жив постійно. Тут він і одружився. В Луки народився син Яків. А його онук Григорій Якович прожив 96 років, помер у 1971 році.
У Подоляках поступово збільшувалась кількість сімей. Тут поселилися люди з навколишніх сіл на прізвища: Галаган, Пильтяй, Пилипенко, Гарматко та інші. У 1991 році в Подоляках нараховувалось 50 дворів, мешкало 124 людей. Нині тут мешкає 68 (на1.01.2009 р.) людей.
12 червня 2020 року, відповідно до розпорядження Кабінету Міністрів України № 730-р «Про визначення адміністративних центрів та затвердження територій територіальних громад Чернігівської області», увійшло до складу Коропської селищної громади.
19 липня 2020 року, в результаті адміністративно-територіальної реформи та ліквідації Коропського району, увійшло до складу Новгород-Сіверського району Чернігівської області.